# Danfoss
Danfoss A/S er en international koncern, der er førende inden for forskning, produktion og udvikling af mekaniske og elektroniske komponenter samt systemløsninger. Virksomhedens mest kendte produkt er termostater til varmeregulering, men Danfoss har også en bred produktportefølje inden for sol- og vindenergi samt fjernvarme og fjernkøling. Virksomheden er i dag en global milliardvirksomhed, der fortsat ejes af grundlæggerens familie gennem en familiefond, som Mads Clausens enke, Bitten Clausen, grundlagde i 1971. Danfoss har i alt 95 fabrikker fordelt på 20 lande samt kunder i mere end 100 lande. Der er cirka 40.000 medarbejdere i den samlede koncern, heraf omkring 5.000 i Danmark. Hovedsædet er beliggende i Nordborg på Als med fabrikker, testcentre og udvikling på 250.000 kvadratmeter.
Danfoss blev grundlagt af ingeniør Mads Clausen i 1933 på forældrenes gård i Elsmark sydøst for Nordborg. I 1935 byggedes den første barak i haven og de første medarbejdere blev ansat, og i 1939 begyndte virksomheden at eksportere til andre europæiske lande. Varesortimentet udvidedes snart fra køleanlægsventiler og andre grene af kølemaskinindustrien, herunder termostater. I 1949 oprettede Danfoss sit første udenlandske salgsselskab i Argentina. I 1950'erne etablerede koncernen sig i USA og Tyskland, og da globaliseringen begyndte at tage fart i 1990'erne, var Danfoss også klar med fabrikker og salgsselskaber i både Rusland og Kina.
Medarbejderantallet steg løbende fra 316 i 1947 til 5.200 i 1965, hvor den var Danmarks næststørste arbejdsplads kun overgået af Burmeister & Wain i København. Den 12 etager høje administrationsbygning i Nordborg blev opført i 1961 og i 1983 havde virksomheden et etageareal på 460.000 kvadratmeter fordelt på afdelinger i ind- og udland.
I 1996 overtog Jørgen Mads Clausen, søn af grundlæggeren, pladsen som administrerende direktør efter Henry Petersen. I 2001 var Danfoss Danmarks største industrivirksomhed, og havde en omsætning på 15 mia. kroner og 17.000 ansatte globalt. Året efter tilsluttede koncernen sig FN's Global Compact, som består af 10 principper, der omhandler menneskerettigheder, arbejdstagerrettigheder, miljø og anti-korruption. Den 20. februar 2007 blev den første Danfoss-fabrik på Nordals udpeget som et nationalt industriminde.
Den 1. oktober 2008 tiltrådte Niels B. Christiansen som administrerende direktør og koncernchef. Danfoss ejes af familiefonden, Bitten og Mads Clausens Fond, som i 2009 sad på 49 procent. Den 1. juli 2017 tiltrådte Kim Fausing som administrerende direktør. I 2021 havde Danfoss en omsætning på 56,1 milliarder kroner og en global medarbejderstab på 40.043.

## Grundlæggelsen og firmaets historie
Krisen i 1930'erne og dermed flere toldrestriktioner og importforbud gjorde, at Mads Clausen i 1933 så muligheden for selv at begynde en produktion af automatiske ventiler til køleanlæg, som ellers kun blev fremstillet i USA. Oprindelig hed Mads Clausens firma "Dansk Køleautomatik og Apparat-Fabrik", men i 1946 blev navnet lavet om til "Danfoss". I 1951 grundlagdes det store fabriksanlæg i Elsmark. Fra 1950'erne udviklede Danfoss sig til Europas største fabrik for køle- og varmeautomatik.
I 1964 starter produktion af de første hydraulik komponenter i Nordborg. I årene 1990-1996 opkøbes flere virksomheder i USA og en i Polen. Danfoss Hydraulik bliver en selvstændig virksomhed i 1998 under navnet Danfoss Fluid Power A/S og adskiller sig dermed fra Danfoss.
Den 3. maj 2000 fusionerede danske Danfoss Fluid Power A/S med tysk-amerikanske Sauer-Sundstrand, og Sauer-Danfoss var dermed en realitet. Koncernen er i dag en ledende global producent og leverandør af hydrauliske og elektriske systemer og komponenter. Den store produktpalette bruges til styring, kontrol og fremdrift af en lang række mobile køretøjer på landbrugs- og entreprenørmarkedet samt inden for bl.a. vejbyggeri, materialehåndtering, skovbrug og plænepleje. Danfoss ejer i dag 75,7% af Sauer-Danfoss.
Mads Clausens personlighed og talent som iværksætter var et vigtigt led i firmaets hurtige fremgang. Han talte med alle medarbejdere uden hensyn til deres rang og sørgede også for, at de ansatte udenfor arbejdstiden, som f.eks. at medarbejderne kunne bo i billige boliger i nærheden af hans virksomhed og at de kunne deltage i kultur- og fritidsaktiviteter. Han forstod også hurtig, at stabil vækst og beskæftigelse kun kunne opnås gennem eksport til markeder uden for Danmark. Danfoss udvidede således sine aktiviteter, i første omgang 1949 med et salgsselskab i Argentina, samt et verdensomspændende netværk af forhandlere.
Bitten Clausen var efter Mads Clausens død, fra 1966 til 1971 bestyrelsesformand og til 1988 næstformand. I 1961 blev Danfoss omdannet til et aktieselskab, med "Bitten og Mads Clausens fond" som hovedaktionær og Mads Clausen som ledende direktør.
Antal medarbejdere
1933: 1; 1935: 4; 1939: 26; 1943: 179; 1947: 316; 1951: 764; 1955: 2321; 1958: 3000; 1965: 5200;
2007: 21.200; 2018: 25.000; 2021:40.000;
I 1968 var Danfoss den første virksomhed der i serieproduktion fremstillede frekvensomformere. Danfoss Drives i Gråsten fremstiller under varemærket VLT frekvensomformere der kan regulere omdrejningerne i 3-fasede motorer til 1,4 MW.
Større omformere med en ydelse til 1,4 MW produceres af Danfoss Drivers i Rockford, USA.
Danfoss har i de sidste år udvidet sit produktprogram ved overtagelse af andre firmaer, som f.eks. produktion af gearmotorer, ved køb af den tyske gearmotorfabrik von Bauer (nu: Danfoss Bauer).

## Produkter
- Termostatventilen
- Kølekompressoren
- Elektronisk styring af køling og klima anlæg
- Frekvensomformere
- Solar-vekselomformer
- Elektroniske power moduler
- Gearmotorer
- Varmepumper
- Komponenter til gulvvarme
- Fjernvarmeteknik

## Lovovertrædelser
Danfoss blev d. 7. december 2011 idømt en bøde på 90 millioner euro svarende til 670 millioner danske kroner for at udøve kartelsamarbejde sammen med Embraco/Whirlpool Corporation, Panasonic, ACC og Tecumseh.
Kartelsamarbejdet blev indgået indenfor kompressorer i perioden april 2004 til oktober 2007. Grundlaget bag denne bøde er at kartelsamarbejdet bryder med den frie konkurrence og derfor er til skade for forbrugerne.
Tidligere er Danfoss blevet idømt en bøde på 16,5 millioner danske kroner i USA. Danfoss' tyske datterselskab indgik i perioden oktober 2004 til 2007 ligeledes ulovlige prisaftaler med konkurrenter. Sagen i EU-kommissionen og USA hænger sammen.

## Administrerende direktører
- 1933–1966: Mads Clausen
- 1966–1983: Andreas Jepsen
- 1983–1988: Harald Agerley
- 1988–1996: Henry Petersen
- 1996–2008: Jørgen Mads Clausen
- 2008–2017: Niels Bjørn Christiansen
- 2017–nuværende: Kim Fausing